# Buckleys
Buckleys – miejscowość w Antigui i Barbudzie, na wyspie Antigua (Saint John). Populacja wynosi 590 mieszkańców (2001)